# Saison 1914-1915 des Sénateurs d'Ottawa
Autres saisons
Saison précédente Saison suivante
La saison 1914-1915 de hockey sur glace est la trentième à laquelle participent les Sénateurs d'Ottawa.

## Classement
|                       | PJ | V  | D  | DP | BP  | BC |
| --------------------- | -- | -- | -- | -- | --- | -- |
| Sénateurs d'Ottawa    | 20 | 14 | 6  | 0  | 74  | 65 |
| Wanderers de Montréal | 20 | 14 | 6  | 0  | 127 | 82 |
| Bulldogs de Québec    | 20 | 11 | 9  | 0  | 85  | 85 |
| Blueshirts de Toronto | 20 | 8  | 12 | 0  | 66  | 84 |
| Ontarios de Toronto   | 20 | 7  | 13 | 0  | 76  | 96 |
| Canadiens de Montréal | 20 | 6  | 14 | 0  | 65  | 81 |

## Meilleur marqueur
| Nom             | PJ | B  |
| --------------- | -- | -- |
| Harry Broadbent | 20 | 26 |

## Saison régulière

### Décembre
| No | Date        | Visiteur            | Score | Domicile           | Fiche |
| -- | ----------- | ------------------- | ----- | ------------------ | ----- |
| 1  | 26 décembre | Sénateurs d'Ottawa  | 4-1   | Bulldogs de Québec | 1-0-0 |
| 2  | 30 décembre | Ontarios de Toronto | 1-4   | Sénateurs d'Ottawa | 2-0-0 |

### Janvier
| No | Date       | Visiteur              | Score | Domicile              | Fiche |
| -- | ---------- | --------------------- | ----- | --------------------- | ----- |
| 3  | 2 janvier  | Sénateurs d'Ottawa    | 6-15  | Wanderers de Montréal | 2-1-0 |
| 4  | 6 janvier  | Sénateurs d'Ottawa    | 4-2   | Canadiens de Montréal | 3-1-0 |
| 5  | 9 janvier  | Blueshirts de Toronto | 1-2   | Sénateurs d'Ottawa    | 4-1-0 |
| 6  | 13 janvier | Sénateurs d'Ottawa    | 3-5   | Ontarios de Toronto   | 4-2-0 |
| 7  | 16 janvier | Wanderers de Montréal | 3-4   | Sénateurs d'Ottawa    | 5-2-0 |
| 8  | 20 janvier | Canadiens de Montréal | 1-3   | Sénateurs d'Ottawa    | 6-2-0 |
| 9  | 23 janvier | Sénateurs d'Ottawa    | 2-4   | Blueshirts de Toronto | 6-3-0 |
| 10 | 27 janvier | Bulldogs de Québec    | 2-7   | Sénateurs d'Ottawa    | 7-3-0 |
| 11 | 30 janvier | Sénateurs d'Ottawa    | 3-1   | Bulldogs de Québec    | 8-3-0 |

### Février
| No | Date       | Visiteur              | Score | Domicile              | Fiche  |
| -- | ---------- | --------------------- | ----- | --------------------- | ------ |
| 12 | 3 février  | Blueshirts de Toronto | 2-7   | Sénateurs d'Ottawa    | 9-3-0  |
| 13 | 6 février  | Sénateurs d'Ottawa    | 1-8   | Wanderers de Montréal | 9-4-0  |
| 14 | 10 février | Sénateurs d'Ottawa    | 6-2   | Ontarios de Toronto   | 10-4-0 |
| 15 | 13 février | Canadiens de Montréal | 11-4  | Sénateurs d'Ottawa    | 11-4-0 |
| 16 | 17 février | Sénateurs d'Ottawa    | 3-1   | Blueshirts de Toronto | 12-4-0 |
| 17 | 20 février | Wanderers de Montréal | 5-1   | Sénateurs d'Ottawa    | 12-5-0 |
| 18 | 24 février | Sénateurs d'Ottawa    | 2-3   | Canadiens de Montréal | 12-6-0 |
| 19 | 27 février | Ontarios de Toronto   | 2-3   | Sénateurs d'Ottawa    | 13-6-0 |

### Mars
| No | Date   | Visiteur           | Score | Domicile           | Fiche  |
| -- | ------ | ------------------ | ----- | ------------------ | ------ |
| 20 | 3 mars | Bulldogs de Québec | 3-4   | Sénateurs d'Ottawa | 14-6-0 |